# Ronnbergia campanulata
Ronnbergia campanulata är en gräsväxtart som beskrevs av Amy Jean Gilmartin och Hans Edmund Luther. Ronnbergia campanulata ingår i släktet Ronnbergia och familjen Bromeliaceae. IUCN kategoriserar arten globalt som starkt hotad. Inga underarter finns listade i Catalogue of Life.